# Hyporthodus acanthistius
Hyporthodus acanthistius är en fiskart som först beskrevs av Gilbert 1892.  Hyporthodus acanthistius ingår i släktet Hyporthodus och familjen havsabborrfiskar. IUCN kategoriserar arten globalt som livskraftig. Inga underarter finns listade i Catalogue of Life.